# Karel Smouter

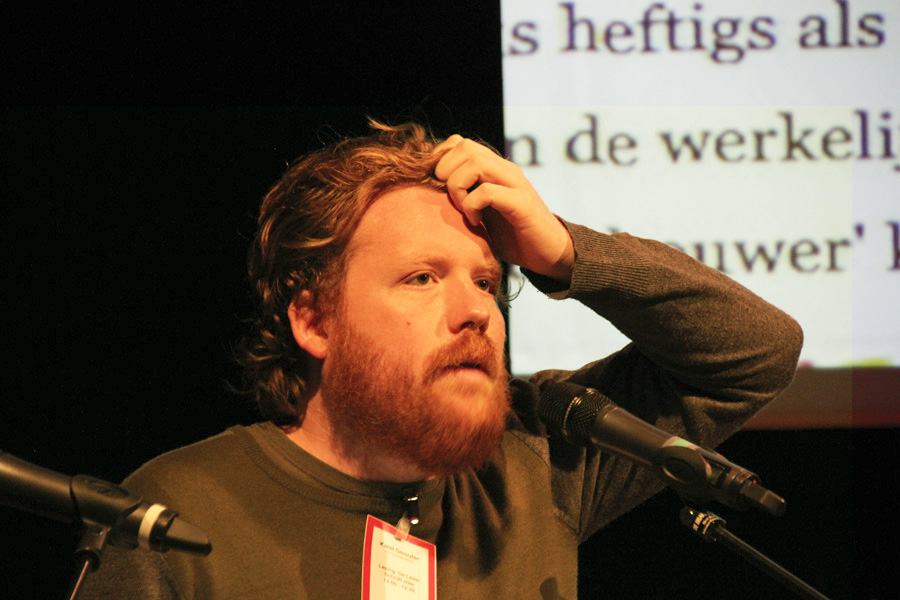
Karel Smouter, 2015

Karel Smouter (9 september 1983) is een Nederlands filosoof en journalist. Sinds juni 2024 is hij co-hoofdredacteur van dagblad Trouw. Hij was van 2013 tot 2017 adjunct-hoofdredacteur van De Correspondent. Van 2021 tot 2024 was hij chef Media bij NRC.

## Levensloop
Smouter studeerde filosofie aan de Vrije Universiteit. Na zijn studie werkte hij korte tijd als missionair werker voor de IZB in de Amsterdamse Noorderkerk. Zijn taak was het ontwikkelen van programma’s die aanhaken bij de culturele interesse van de mensen in de Jordaan, gerelateerd aan het christelijk geloof. Later werd hij door de Protestantse Kerk Amsterdam aangesteld om onderzoek te doen naar twintigers en zingeving in de huidige stedelijke cultuur in relatie tot de toekomst van de kerk.
Smouter is medeoprichter van het mediabedrijf Butch & Sundance Media. Samen met journalist Remko den Boef publiceerde hij in 2012 Eenmaal Oranje, een sportboek over 25 voetballers die slechts één keer bij het Nederlandse elftal hebben gespeeld. De artiest Meindert Talma (en de begeleidingsband De Rode Kaarten) maakte bij het boek het album Eenmaal Oranje. Smouter publiceerde verder in onder meer NRC-Next, OOR, De Groene Amsterdammer en Trouw.
Smouter kwam landelijk in het nieuws toen hij, met drie andere onderzoekers, een journalistiek rapport publiceerde over de evangelische organisatie TRIN van Mattheus van der Steen. Hij onderzocht de bewering dat zeven blinden in Birma waren genezen na gebed door betrokkenen bij TRIN. Deze genezingen hadden niet daadwerkelijk plaatsgevonden, zo concludeerden Smouter c.s. Later publiceerde Smouter ook in De Correspondent uiterst kritisch over Matteüs van der Steen, toen verbonden aan House of Heroes en Van der Steen Ministries, omdat Van der Steen bij een misbruikzaak in zijn kerk laks had gehandeld en deze in de doofpot had willen stoppen.
In februari 2012 werd Smouter de opvolger van Ronald Westerbeek als hoofdredacteur van het christelijk opinieblad cv·koers en vernoemde het blad tot De Nieuwe Koers. Eind 2013 ging hij aan de slag bij het online platform De Correspondent, waar hij medio 2014 adjunct-hoofdredacteur werd. Op 1 januari 2021 werd hij chef Media bij NRC, in welke rol hij met een kritische blik keek naar media-uitingen. In september 2023 interviewde hij Matthijs van Nieuwkerk, het eerste publieke optreden van deze presentator na een lange afwezigheid.
Sinds juni 2024 is Smouter samen met Wendelmoet Boersema hoofdredacteur van dagblad Trouw.

## Trivia
- Het  Peacedog-festival in Ede werd van 2000 tot 2010 mede door Smouter georganiseerd. Bij de tweede editie maakte hij de naar eigen zeggen "kapitale fout" door de Amerikaanse artiest Sufjan Stevens, destijds nog volslagen onbekend, geen podiumplek te bieden. Stevens was als roadie mee met twee andere bands en wilde voor 125 gulden ook wel een optreden verzorgen. Het budget was echter overschreden en het programma helemaal vol, dus Stevens werd afgezegd.[3]
- Smouter is de zoon van de predikant en oud-EO-presentator Willem Smouter. Ook zijn oom en naamgenoot Karel Smouter is predikant. Een andere oom is journalist Wouter Kurpershoek.[4]